# Осовец (Черниговская область)
Осове́ц (укр. Осовець) — село, расположенное на территории Бобровицкого района Черниговской области (Украина) на левом берегу реки Недра.
Население составляет 300 жителей (2006 год). Национальный состав представлен преимущественно украинцами, конфессиональный состав — христианами.
Впервые упоминается в 1150 году.
Село Осовец находится примерно в 12 км к юго-востоку от центра города Бобровица. Средняя высота населённого пункта — 132 м над уровнем моря. Село находится в зоне умеренного умеренно континентального климата.